# Susan Tyrrell

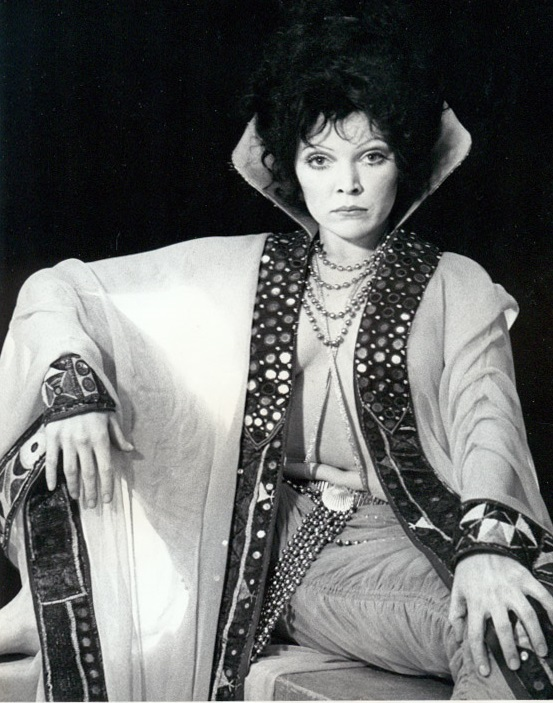
Susan Tyrrell

Susan Tyrrell (* 18. März 1945 in San Francisco, Kalifornien; † 17. Juni 2012 in Austin, Texas) war eine US-amerikanische Schauspielerin.

## Leben
Sie gab ihr Debüt am Theater 1964 in New York in dem Stück In the Summer House und gehörte dem Ensemble der Sommerbühne Art Carneys an, die mit dem Stück Time Out for Ginger auf Tournee ging.
Seit Beginn der 1970er Jahre wirkte sie in Filmen mit. Ihre Darstellung von Oma in Fat City brachte ihr 1972 eine Nominierung für einen Oscar in der Kategorie Beste Nebendarstellerin. 1978 erhielt sie einen Saturn Award als beste Nebendarstellerin für ihre Rolle in Andy Warhols Bad. Sie spielte häufig heruntergekommene Frauen, die durch ihre Erfahrungen mit dem Leben und besonders mit Männern desillusioniert wurden und zum Beispiel als Barfrau oder Prostituierte arbeiten.
Im April 2000 erkrankte sie an Essentieller Thrombozythämie, infolge derer beide Beine unterhalb der Knie amputiert werden mussten. Dennoch setzte sie ihre Karriere als Schauspielerin fort.

## Filmografie
- 1971: Abrechnung in Gun Hill (Shoot Out)
- 1972: Fat City
- 1974: Zandys Braut (Zandy's Bride)
- 1976: Der Mörder in mir (The Killer Inside Me)
- 1977: Andy Warhols Bad (Andy Warhol’s Bad)
- 1977: Inseln im Strom (Islands in the Stream)
- 1977: Ich hab’ dir nie einen Rosengarten versprochen (I Never Promised You a Rose Garden)
- 1977: Ein anderer Mann – eine andere Frau (Un autre homme, une autre chance)
- 1978: Die Dame des Hauses (Lady of the House)
- 1979: Raquet – Aufschlag ins Glück (Racquet)
- 1981: Ganz normal verrückt (Storie di ordinaria follia)
- 1981–1982: Open All Night (Serie, zwölf Folgen)
- 1982: Totaler Sperrbezirk (Forbidden Zone)
- 1982: Mord in Zelle 3 (Fast-Walking)
- 1982: Durchgebrannt aus Liebe (Liar's Moon)
- 1983: Mrs. Lynch (Night Warning)
- 1983: Feuer und Eis (Fire and Ice)
- 1984: Angel
- 1985: MacGruder & Loud – Keine Zeit für Flitterwochen (MacGruder and Loud)
- 1985: Angel kehrt zurück (Avenging Angel)
- 1985: Flesh and Blood (Flesh+Blood)
- 1986: Rache ist ein süßes Wort (If Tomorrow comes)
- 1986: Seine letzte Chance (The Christmas Star)
- 1987: Nachtakademie (The Underachievers)
- 1987: Die Nacht der Schreie (The Offspring)
- 1987: Alwin und die Weltenbummler (The Chipmunk Adventure)
- 1988: Tapeheads – Verrückt auf Video (Tapeheads)
- 1988: Im Schatten der Götter (Windmills of the Gods)
- 1988: Manege frei für Pee Wee (Big Top Pee-wee)
- 1989: Lolita Kill (Far from Home)
- 1990: Cry-Baby
- 1995: Powder
- 1995: Geschichten aus der Gruft (Tales from the Crypt)
- 1997: Poison Ivy – Sex, Lügen, Rache (Poison Ivy – The New Seduction)
- 1997: Extreme Ghostbusters (Extreme Ghostbusters)
- 2003: Masked and Anonymous
- 2012: Kid-Thing